# Конные егеря

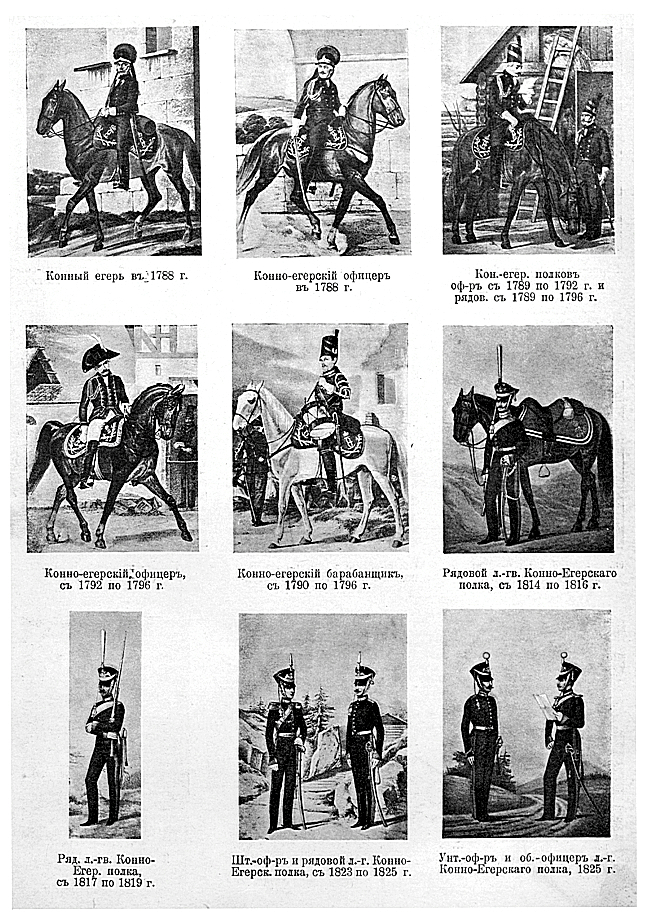
Конные егеря
(рисунки из статьи «Конно-егеря»
«Военная энциклопедия Сытина»)

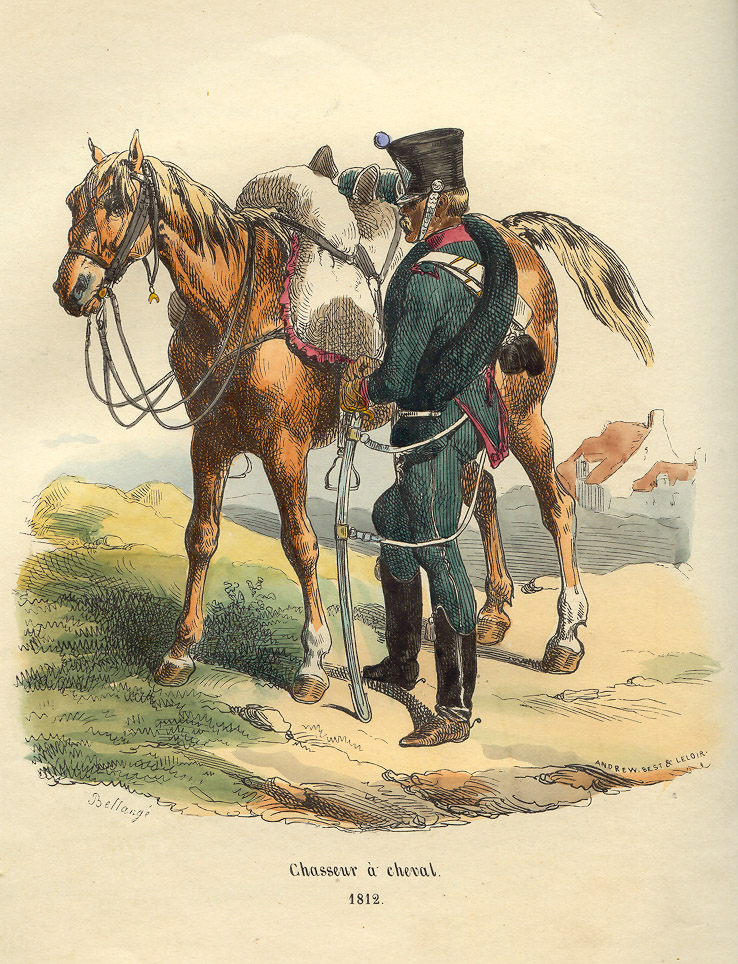
Французский конный егерь (охотник на лошади) Первая империя Франции.

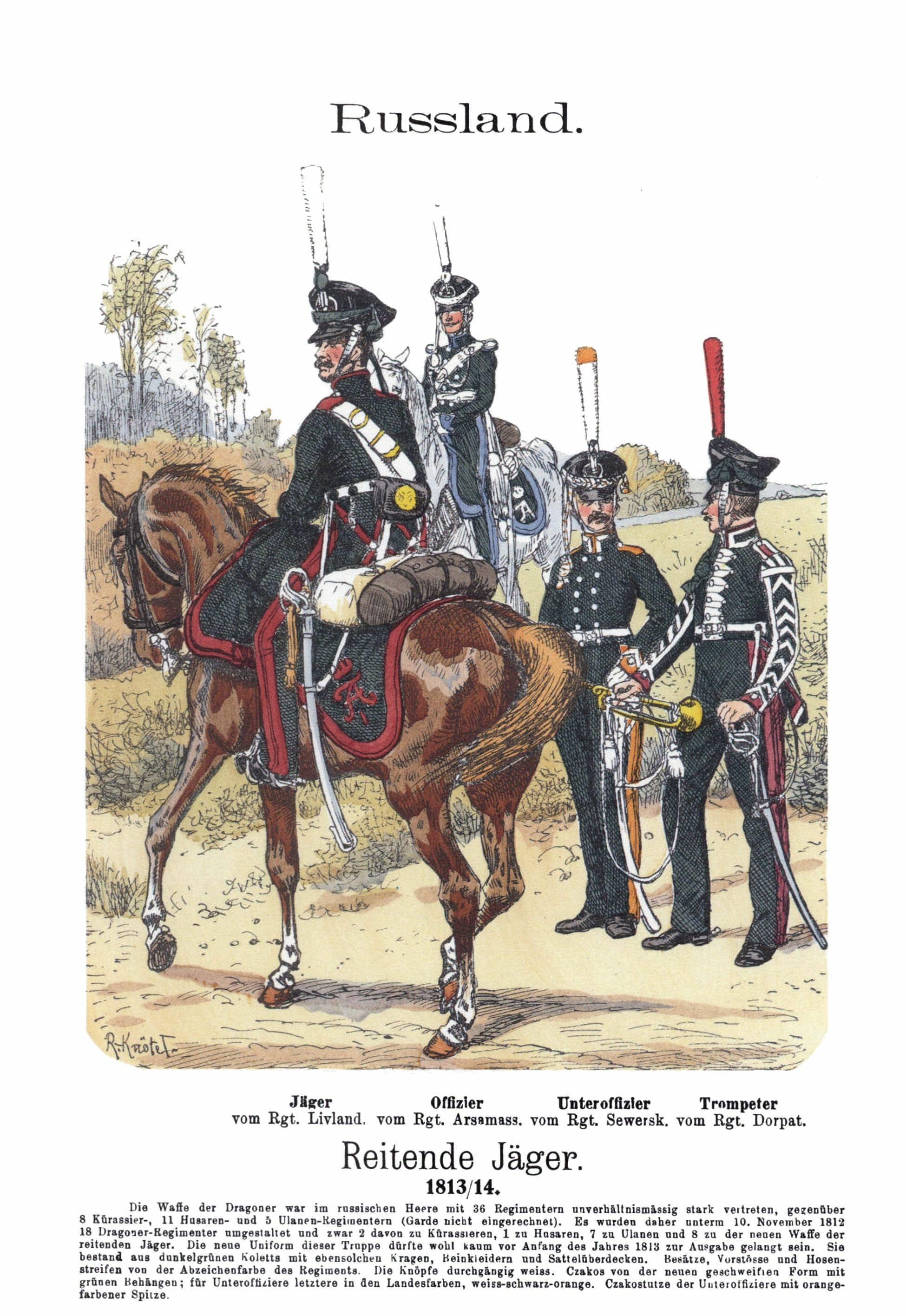
Форма одежды и вооружение Русских конных егерей, 1813 — 1814 годов, иллюстрация Рихарда Кнотеля, 1890 год.

Конные егеря, Конно-егеря — разновидность лёгкой кавалерии в гвардейской и армейской коннице (кавалерии) вооружённых сил (ВС) различных государств мира.
В ВС различных государств имели различные названия (по-немецки — Jäger zu Pferde, по-французски — Chasseurs à cheval, по-английски — Mounted Riflemen), и существовали ещё в средние века. В обязанности конных егерей входила конная разведка и служба в конном и пешем строю. Все конноегеря должны были не только уметь вести бой в строю батальона, конном и пешем, но и воевать самостоятельно в рассыпном строю, ходить в разведку, делать засады, захватывать пленных, нападать на дозоры, пикеты и сторожевые посты противника.

## История
Конные егеря (немецкоязычные государства) (у французов шассёры) являются видоизменением драгун конной и пешей службы. В 1779 году при Людовике XVI во Франции были сформировано 6 конноегерских полевых полков. А уже при Наполеоне I число формирований конных егерей типа полк было значительно увеличено, и к началу агрессии (Отечественной войны) против России стало 31. 
К началу XX века конноегеря существовали только в ВС Франции (20 полков) и в ВС Австрии, где в военное время формировались два эскадрона тирольских конных егерей и одно отделение далматинских. 
В ВС России этот род оружия был введён князем Потёмкиным, 25 января 1788 года, сформировавшим при всех лёгко-конных полках и при Екатеринославском кирасирском (с 31 января 1788 года) отборные команды конных егерей, в количестве 65 человек личного состава в каждой. В 1789 году изо всех этих команд и из Елизаветградского легкоконного полка был сформирован был конноегерский полк того же наименования. К 1796 году у ВС России было уже 4 полка конных егерей. Но император Павел I их упразднил.
При Александре I, в 1812 году, 8 драгунских полков были переименованы в конноегерские (в том числе Черниговский). В них были переформированы лучшие кавалеристы. В 1833 году конноегерские полки были опять расформированы и обращены на усиление полков уланских, драгунских и гусарских. 
В Русской гвардии имелся Лейб-гвардии конноегерский полк, переформированный в лейб-гвардии драгунский (прежний лейб-гвардии драгунский стал лейб-гвардии конногренадерским).

## Формирования

### Россия
В различный период времени в ВС России были:
- Таврический конноегерский полк
- Киевский конноегерский полк
- Переяславский конноегерский полк (формирований 1783 и 1803 годов)
- Елисаветградский конноегерский полк
- Нежинский конноегерский полк
- Черниговский конноегерский полк
- Арзамасский конноегерский полк
- Лифляндский конноегерский полк
- Северский конноегерский полк
- Тираспольский конноегерский полк
- Дерптский конноегерский полк
- и другие.